# آی‌ان‌اس گدواری (اف۲۰)
آی‌ان‌اس گدواری (اف۲۰) (به انگلیسی: INS Godavari (F20)) یک کشتی است که طول آن 126.4 metres می‌باشد. این کشتی در سال ۱۹۸۳ ساخته شد.